# Рустам Тотров
Рустам Тотров (рус. Рустам Станиславович Тотров; Владикавказ, 15. јул 1984) је руски рвач грчко-римским стилом. Освојио је сребрну медаљу на Летњим олимпијским играма 2012. у мушкој грчко-римској категорији до 96 кг.